# 2009 dans le catholicisme
Chronologie du catholicisme
- 2005
- 2006
- 2007
- 2008
- 2009
- 2010
- 2011
- 2012
- 2013

Cet article présente les faits marquants de l'année 2009 dans le catholicisme.

## Évènements
- 21 janvier : levée de l'excommunication des quatre évêques de la Fraternité sacerdotale Saint-Pie-X consacrés par Marcel Lefebvre sans l'autorisation papale.
- 17 au 23 mars: voyage apostolique du pape au Cameroun et en Angola.
- 26 avril : canonisation d'Arcangèle Tadini, de Bernard Tolomei, de Nuno Álvares Pereira, de Gertrude Comensoli et de Catherine Volpicelli.
- 8 au 15 mai : pèlerinage du pape Benoît XVI en Terre Sainte.
- 29 juin : publication de l'encyclique Caritas in veritate, encyclique sociale.
- 2 juillet : publication du Motu proprio Ecclesiae unitatem de Benoît XVI rattachant la Commission pontificale Ecclesia Dei à la Congrégation pour la doctrine de la foi.
- 5 juillet : béatification de Jeanne-Émilie de Villeneuve.
- 7 juillet : encyclique Caritas in veritate de Benoît XVI sur la doctrine sociale de l'Église.
- 10 août : l'église Notre-Dame d'Alençon est élevée au rang de basilique mineure par le pape Benoît XVI.
- 26 au 28 septembre : voyage apostolique du pape en République tchèque.
- 11 octobre : canonisation de Père Damien, de Jeanne Jugan et de 3 autres bienheureux.
- 9 novembre : constitution apostolique Anglicanorum coetibus de Benoît XVI visant à intégrer des institutions et groupes anglicans au sein de l'Église catholique romaine.

## Décès

### Janvier
- 8 janvier : Richard John Neuhaus, prêtre venu du protestantisme et écrivain américain (° 14 mai 1936)
- 10 janvier : 
  - Pio Laghi, cardinal italien de la Curie, précédemment diplomate du Saint-Siège et archevêque titulaire de Mauriana (de) (° 21 mai 1922)
  - Michel Trimaille, prêtre et exégète français (° 28 novembre 1927)
- 20 janvier : Stéphane II Ghattas, cardinal égyptien, patriarche copte d'Alexandrie (° 16 janvier 1920)
- 21 janvier : Jean Jadot, prélat belge, diplomate du Saint-Siège et archevêque titulaire de Zuri (de) (° 23 novembre 1909)
- 22 janvier : Louis Simonneaux, prélat français, évêque de Versailles (° 19 janvier 1916)

### Février
- 16 février : Stephen Kim Sou-hwan, premier cardinal sud-coréen, archevêque de Séoul (° 8 mai 1922)
- 21 février : Jean Rémond, prélat français, évêque auxiliaire de la Mission de France et évêque titulaire d'Utimma (de) (° 9 juillet 1922)
- 22 février : Paul-Joseph Pham Ðình Tung, cardinal vietnamien, archevêque d'Hanoï (° 15 juin 1919)

### Mars
- 6 mars : Silvio Cesare Bonicelli, prélat italien, évêque de Parme (° 31 mars 1932)
- 8 mars : Robert Chapuis, prélat et missionnaire français, ayant renoncé à la prêtrise (° 4 avril 1935)
- 22 mars : Lucien Guissard, prêtre assomptionniste, journaliste et écrivain belge (° 15 octobre 1919)

### Avril
- 1er avril : Umberto Betti, cardinal franciscain et théologien italien (° 7 mars 1922)
- 2 avril : Albert Sanschagrin, prélat canadien, évêque de Saint-Hyacinthe (° 5 août 1911)
- 7 avril : Stanley Jaki, prêtre, physicien, historien des sciences et théologien américain (° 17 août 1924)
- 16 avril : Michel Mondésert, prélat français, évêque auxiliaire de Grenoble et évêque titulaire d'Apollonis (° 5 décembre 1916)

### Mai
- 5 mai : Jean Vuaillat, prêtre, poète et biographe français (° 17 avril 1915)
- 17 mai : Louis-Marie Parent, prêtre missionnaire canadien (° 10 juillet 1910)
- 22 mai : Antoine Wenger, prêtre, byzantiniste et historien français (° 2 septembre 1919)
- 23 mai : Joseph Duval, prélat français, archevêque de Rouen (° 11 octobre 1928)

### Juin
- 1er juin : Thomas Berry, prête passionniste, théologien, écologiste et historien américain (° 9 novembre 1914)
- 4 juin : Luc De Hovre, prélat jésuite belge, évêque auxiliaire de Malines-Bruxelles et évêque titulaire de Domnach Sechnaill (de) (° 27 février 1926)
- 12 juin : Roger Abjean, prêtre, compositeur et musicien français (° 22 octobre 1925)

### Juillet
- 4 juillet Jean Cardonnel, prêtre dominicain français, défenseur de la théologie de la libération (° 12 mars 1921)
- 17 juillet : Jean Margéot, premier cardinal mauricien, évêque de Port-Louis (° 3 février 1916)
- 20 juillet : Paul Fouad Tabet, prélat libanais, diplomate du Saint-Siège et archevêque titulaire de Sinna (de) (° 28 novembre 1929)

### Août
- 13 août : Gilles Ouellet, prélat canadien, archevêque de Rimouski (° 14 août 1922)
- 16 août : John Mulagada, prélat indien, évêque d'Eluru (° 12 décembre 1937)

### Septembre
- 2 septembre : Roger Aubert, prêtre, historien et théologien belge (° 16 janvier 1914)
- 19 septembre : Joseph Sardou, prélat français, archevêque de Monaco (° 25 octobre 1922)
- 24 septembre : John Powell, prêtre jésuite, psychothérapeute et écrivain américain (° 22 septembre 1925)

### Octobre
- 11 octobre : Joan Martí Alanis, prélat espagnol, archevêque-évêque d'Urgell, co-prince d'Andorre (° 29 novembre 1928)

### Novembre
- 1er novembre : Arturo Salazar Mejía, prélat colombien, évêque de Pasto (° 11 avril 1921)
- 29 novembre : Gilbert Duchêne, prélat français, évêque de Saint-Claude (° 29 juillet 1919)
- 30 novembre : Lucian Pulvermacher, prêtre traditionaliste schismatique américain (° 20 avril 1918)

### Décembre
- 4 décembre : Jérôme Martin, prélat et missionnaire français, évêque de Berbérati (° 10 juin 1941)
- 17 décembre : Pierre Colin, prêtre et philosophe français (° 11 mars 1923)
- 23 décembre : Edward Schillebeeckx, prêtre dominicain et théologien belge (° 12 novembre 1914)
- 29 décembre : Simon Légasse, prêtre et bibliste français (° 8 juin 1926)
- 30 décembre : Peter Seiichi Shirayanagi, cardinal japonais, archevêque de Tokyo (° 17 juin 1928)
- 31 décembre : Cahal Brendan Daly, cardinal irlandais, archevêque d'Armagh (° 1er octobre 1917)